# Daniel Jesús Granja Peniche
Daniel Jesús Granja Peniche (n. Mérida, Yucatán, México; 7 de agosto de 1986) es un político mexicano, licenciado en derecho. Actualmente diputado local por el primer distrito de Yucatán. Fue diputado federal por el IV distrito federal electoral de febrero a agosto del 2012. Fue regidor del ayuntamiento de Mérida de 2010 a 2012. Fue designado Subsecretario de Desarrollo Social y Asuntos Religiosos del gobierno de Yucatán en 2012.

## Vida personal
Hijo de Federico Granja Ricalde, exgobernador de Yucatán. Estudió Derecho en la Universidad Anahuác-Mayab y obtuvo el título de Maestro en Derecho Empresarial becado por la misma universidad.

## Trayectoria profesional
Es miembro activo del Partido Revolucionario Institucional  desde el 2004.
Como Regidor del Ayuntamiento de Mérida de julio de 2010 a 2012, tuvo a su cargo las comisiones de Desarrollo Integral de Comisarías, Organismos paramunicipales y la Comisión de Plan Estratégico.
Fue diputado por el IV distrito federal electoral de febrero a agosto del 2012 en sustitución de Rolando Zapata Bello, gobernador de Yucatán.
Se desempeñó como Subsecretario de Desarrollo Social y Asuntos Religiosos en el Gobierno del Estado de Yucatán.
Actualmente[¿cuándo?] es diputado local por el primer distrito de Yucatán. 